# 大施维索
大施维索是德国梅克伦堡-前波莫瑞州的一个市镇。总面积12.64平方公里，总人口298人，其中男性162人，女性136人（2011年12月31日），人口密度24人/平方公里。